# Melaleuca urceolaris
Melaleuca urceolaris är en myrtenväxtart som beskrevs av Ferdinand von Mueller och George Bentham. Melaleuca urceolaris ingår i släktet Melaleuca och familjen myrtenväxter. Inga underarter finns listade i Catalogue of Life.